# Janusz Wójcik (wicewojewoda)
Janusz Wójcik (ur. 1938, zm. 1993) – polski polityk i inżynier, w latach 1990–1992 wicewojewoda częstochowski.

## Życiorys
Ukończył studia inżynierskie, pracował w Zakładzie Energetycznym w Częstochowie. Od 1990 do 1992 pełnił funkcję pierwszego niekomunistycznego wicewojewody częstochowskiego. Na jego kandydaturę zdecydowano się, mimo że początkowo wicewojewodą miał zostać lider Komitetu Obywatelskiego „Solidarności” z Poraja Andrzej Golański. Zmarł wkrótce po opuszczeniu tej funkcji ze względu na chorobę nowotworową.
Został pochowany na Cmentarzu Kule w Częstochowie.